# Nagy-Vízválasztó-hegység

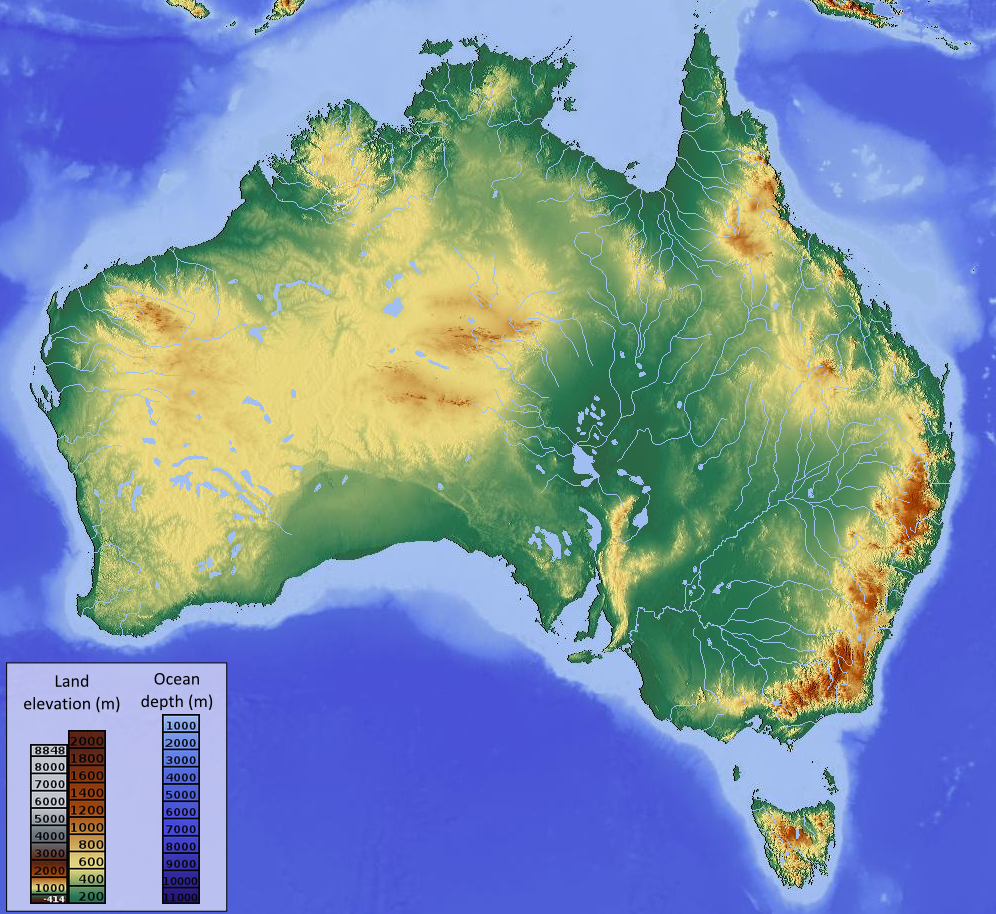
Ausztrália hegy- és vízrajzi térképe. Jól megfigyelhető a keleti Nagy-Vízválasztó-hegység általában szerény magassága

A Nagy-Vízválasztó-hegység (angolul: Great Dividing Range) hegylánc Kelet-Ausztráliában, a parti sík területeket választja el a szárazföld belsejétől. Számos földrajztudós helyteleníti ezt az elnevezést és helyette a Kelet-Ausztrál-hegyvidék nevet javasolja, arra hivatkozva, hogy a szóban forgó terület nem igazi hegység, inkább mocsarakkal, sőt tavakkal is tarkított fennsík.
Az 1,3 millió km² területű, zömében óidei röghegység több mint 3500 kilométer hosszan nyúlik el Queensland legészakibb részétől a keleti parttal párhuzamosan Új-Dél-Walesen keresztül a Victoria államban levő Ballaratig. Legmagasabb csúcsa a 2228 méter magas Mount Kosciuszko. 
A Föld 5. leghosszabb hegységeként tartják nyilván. A hegység keleti oldalán sok, a nyugati felén kevés csapadék hullik.

## Leírása
A keleti partok mentén nagyjából észak-déli irányban húzódó hegyvonulat átlagos szélessége 150 km, de közepén meghaladja a 400 km-t is. Fő tömege paleozoikumi tengeri üledékes kőzetekből áll, már az óidőben felgyűrődött (kaledon és variszkuszi hegységképződés időszaka), intrúziók járták át. Később erősen lepusztult. Törésvonalakkal tömbökre oszlott részei ezután aszimmetrikusan emelkedtek ki.
A szárazföld belső része felől enyhén emelkedő lepusztult felszín a vízválasztónál fennsíkká alakul, amin mocsarak, tavak is találhatók.
A tengerpart felől a térszín meredeken emelkedik, a keleti szelekkel érkező sok csapadék hatására gyors folyók alakultak ki, amelyek hátravágódó völgyeikkel felszabadalják a meredek lejtőket. A lapos fennsík és az meredek lejtők határát Nagy-Lépcsőnek nevezik; ez keletről, a tengerpart felől látszik igazi hegységnek.
Az óidei hegységképződést erős vulkanizmus kísérte, nagy kiterjedésű lávafennsíkok alakultak ki Queensland-től Tasmaniáig. A hegység legmagasabb része a déli, nyugat felé kanyarodó Ausztrál-Alpok, mely sokkal régebbi európai névrokonánál (főleg variszkuszi), erősen lepusztult, és magassága csak fele akkora. Tetőszintjében azonban a korábbi eljegesedésekből származó, jól látható glaciális formakincs van, ami némileg indokolja az elnevezést.
Vízválasztó és egyben éghajlat-módosító szerepét jól mutatják a két oldalán eltérő csapadékviszonyok. A hegység középső részén a keleti lejtökre átlagosan 1000–1200 mm csapadék hullik, ami a fennsíkokon 750–1000 mm-re csökken, a belső nyugatias lejtökre már csak 500–750, az alacsonyabb síksági részekre pedig már mindössze 250−500 mm jut. A part menti, az Egyenlítő felől érkező Kelet-ausztráliai-áramlat a déli részeken mérsékli a téli lehűlést.

## Részei

### Queenslandi-hegyvidék
Az a hegység is óidei – főleg a karbon korból származó – kőzetekből áll, kissé meggyűrődtek, blokkokra töredeztek, s eltérő mértékben kiemelkedtek (legmagasabb pontja a Mount Bartle Frere, 1612 m). Az orogenezis során kialakult gránitbetörések környékén érclelőhelyek (ón, réz, arany) találhatók. Hatalmas mennyiségű perm (Bowen település környékén) és triász kori feketekőszén-telepek vannak itt; a bányákból egyenesen a kikötőbe, onnan főleg Kínába és Indiába szállítják a szenet.
A tulajdonképpeni vízválasztó mellett a hegységnek egy parti vonulata is van. A tengerpartról hátravágódó folyók átréselték magukat ezen a parti láncon, és elérték e két vonulat közötti medencesort, amelynek vizeit lecsapolták.
A hegység kiemelkedése során megindult a tűzhányó-tevékenység is, északon negyedidőszaki bazaltok (Burdekin-lávafennsík), délebbre harmadidőszaki vulkánok maradványai láthatók (Toowoomba település környékén. A település maga a vízválasztó tetején helyezkedik el.)

### Új-angliai-hegység
A már Új-Dél-Wales állam területén fekvő  Új-angliai-hegység (New England Range) 900 méteres átlagmagasságú idős peneplén, lepusztult, hullámos fennsík, legmagasabb pontján meghaladja az 1500 m-t. A paleozoikumi (szilur, devon) üledékes kőzetekben gránitintrúziók találhatók. Nyugati részén harmadidőszaki vulkánosság is előfordul. Az egyes térképeken feltüntetett, hozzá kapcsolódó Hastings-, Liverpool-hegységek csak a fő fennsík − gyakran lávával fedett – nyúlványai, amelyeket folyóvölgyek szabdaltak fel.
Területén sok az erdő, gyakoriak a különféle eukaliptuszok mint a világ legkeményebb fája, a vasfa, a hangyáknak ellenálló vörös gumifa, a tartós faggyúfa, az ausztrál mahagóni. A hegységet délen egy szerkezeti árok határolja, itt a Hunter) folyó eróziója feltárta a puhább – a triász üledékek alatt szenet tartalmazó – permo-karbon kőzeteket. A völgy jó közlekedési vonal, a 450 m-nél nem magasabb hágó alkalmas volt a vasút kiépítésére.

### Kék-hegység
A Hunter folyó árkától délre a George-tó árkáig terül el a Kék-hegység két vonulata. Természeti szépségei, valamint Sydney és Canberra közelsége miatt ez a vidék népszerű kirándulóhely.

### Ausztrál-Alpok
Az egész hegyvonulat déli végén helyezkedik el az Ausztrál-Alpok, a kontinens legmagasabb csúcsával (Mount Kosciuszko, 2228 m.) Az ausztrál földrajzi irodalom további részekre is osztja ezt a hegységet, mint a Snowy (Havas)-hegység, és az önállóan is tárgyalható Victoriai-Alpok, ami már Victoria állam területén található.
Az Ausztrál-Alpok európai névrokonától eltérően idős, lepusztult középhegység, tetejét csak a legutóbbi jégkorszakban (az európai Würm-glaciálisnak megfelelő korban) borította állandó jég. Az akkori gleccserek nyomai mintegy 1500 méter felett találhatók meg a hegyekben. A magasabban fekvő részeket minden télen (június-augusztus) vastag hó borítja, itt található a kontinens egyetlen síterepe. A Snowy-hegység vízválasztójának keleti oldalára hulló hóból és esőből származó, eredetileg a tengerbe futó vizek egy részét hatalmas vízenergia- és öntöző rendszer, a Snowy Mountains Scheme tereli át a nyugati lejtőre, a szárazabb vidékek felé.

### Victoriai-hegyvidék
A Nagy-Vízválasztó-hegység, vagy más néven Kelet-Ausztrál-hegyvidék a legdélebbi szakaszán két ágra oszlik. Az egyik nyugatra fordul Victoria állam, ez a Victoriai-hegyvidék vagy Victoriai-Alpok, amit egyes földrajzi munkák az Ausztrál-Alpok részként tárgyalnak. A másik ág pedig csak geológiailag kapcsolódik a hegylánchoz, mivel 200 kilométerre, a Bass-szoroson túl, Tasmania területén fekszik.
A Victoriai-hegyvidéket Melbourne-től északra a Vilmore Gap völgye osztja két részre. A Kelet-Victoriai-felvidék széles, átlag 1000 m magas vonulatokból áll, néhány csúcs a 2000 m-t is megközelíti. Északi részén archaikumi és paleozoikumi gyűrt kőzetek és gránitintrúziók vannak, amelyekben aranylelőhelyeket tártak fel. nyitottak. A hegység növényzetét főleg hatalmas eukaliptuszerdők alkotják.
A Nyugat-Victoriai-felvidék sokkal alacsonyabb. Nagy részén kiirtották az erdőket, és a termékeny talajon földművelés folyik. Nagy területeket borítanak a negyedidőszaki vulkánosság lávái. Nyugati végét és az egész Nagy-Vízválasztó-hegységet Mount Gambier nevű alacsony maar tűzhányó zárja le.
A hegyvidéktől délre fekvő kelet-nyugati Nagy-völgyön túl a jura korú kőzetekből álló erdős dombvidék, Gippsland következik a tengerpartig. Az itteni erdőkben él a világnak a kaliforniai mamutfenyők után második legmagasabb fája, a 90 méterre is megnövő Eucalyptus regnans.
A harmadidőszak elejéről származó üledékekből a helyenként 60 m vastagságot meghaladó barnaszénrétegeket külszini bányászattal termelik ki. Egy mélyen a szárazföldbe nyúló öböl révén tulajdonképpen a Nagy-völgyhöz tartozik Melbourne is.
Az éghajlat mediterrán és óceáni jellegű vonásokat mutat.